# Fetty Wap (álbum)
Fetty Wap é o álbum individual de estreia do cantor de Hip hop estadunidense Fetty Wap.Tio de KekSson Kay Foi lançado em 25 de setembro de 2015 no Estados Unidos, pelas editoras discográficas RGF Productions, 300 Entertainment e Atlantic Records.
O álbum incluiu três mùsicas top-dez na Billboard Hot 100, sendo eles "Trap Queen", "679" e "My Way", bem como o top-quarenta single "Again".

## Antecedentes
Em novembro de 2014, Fetty Wap anunciou que assinou um contrato para 300 Entertainment, que resultou na re-lançamento de seu single de estréia "Trap Queen". Sua mixtape de estréia Fetty Wap : The Mixtape, foi originalmente destinado a ser lançado em fevereiro de 2015, mas foi adiada, porque ele continuou gravando algumas músicas novas.

## Singles
Em 15 de dezembro de 2014, o seu single de estréia, "Trap Queen" foi lançado comercialmente no iTunes. Em 2015, "Trap Queen" tornou-se a primeira entrada da Fetty Wap na Billboard Hot 100 e ela chegou a vice-liderança da parada. "Trap Queen" atingiu o top-dez nas paradas da Bélgica, Dinamarca e Reino Unido.
Segundo single, "679", com Remy Boyz, foi lançado em 29 de junho de 2015. A canção se tornou o terceiro top-dez hit de Wap nos Estados Unidos, quando alcançou a sétima posição.
O terceiro single do álbum, "My Way", com Monty, estreou na conta de Fetty Wap no SoundCloud, e recebeu a liberação comercial em 17 de Julho de 2015. A canção mais tarde foi remixada, com participação especial do rapper canadense Drake, e chegou ao número 7 na Billboard Hot 100 após um salto da posição 87 para a 7.
Em 13 de agosto, 2015, quarto single do álbum, "Again" foi lançado, depois de também ser lançado anteriormente. Até agora tem um pico no número 33 na Hot 100.

### Singles promocionais
as faixas "RGF Island" e "Jugg" foram disponibilizados para compra através do álbum em 22 de setembro 2015, como singles promocionais.

## Recepção da critica
| Críticas profissionais | Críticas profissionais |
| Pontuações agregadas   | Pontuações agregadas   |
| Fonte                  | Avaliação              |
| ---------------------- | ---------------------- |
| Metacritic             | 69/100                 |
| Avaliações da crítica  |                        |
| Fonte                  | Avaliação              |
| The Guardian           | [ 6 ]                  |
| Pitchfork              | 7.6/10                 |
| AllMusic               | 7/10                   |
| Rolling Stone          | [ 9 ]                  |
| Spin                   | 7/10                   |
| HipHopDX               | [ 11 ]                 |
| Complex                | [ 12 ]                 |

Fetty Wap foi recebido com críticas positivas após a libertação. O Metacritic, atribui uma avaliação normalizada fora de 100 a opiniões de críticos de música, o álbum recebeu uma pontuação média de 69, indicando "críticas positivas", baseado em nove avaliações.

## Performance comercial
Fetty Wap estreou na primeira posição na Billboard 200, vendendo 129,000 unidades equivalentes na semana de estréia (75,484 copias puras). Até Dezembro de 2015, o álbum vendeu 204,000 copias no Estados Unidos.

## Faixas
| Fetty Wap – CD – digital download – streaming |                                      |                                                  |         |  |
| N.º                                           | Título                               | Producer(s)                                      | Duração |  |
| 1.                                            | "Trap Queen"                         | Tony Fadd                                        | 3:42    |  |
| 2.                                            | "How We Do Things" (featuring Monty) | Yung Lan                                         | 3:31    |  |
| 3.                                            | "679" (com Monty)                    | Brian "Peoples" Garcia                           | 3:06    |  |
| 4.                                            | "Jugg" (com Monty)                   | Salik Singletary                                 | 3:20    |  |
| 5.                                            | "Trap Luv"                           | Treadway                                         | 3:24    |  |
| 6.                                            | "I Wonder"                           | Brian "Peoples" Garcia                           | 2:57    |  |
| 7.                                            | "Again"                              | Brian "Peoples" Garcia Eddie "Shy Boogs" Timmons | 5:13    |  |
| 8.                                            | "My Way" (com Monty)                 | NickEBeats TMF Lil Brandon JayFrance (co.)       | 3:33    |  |
| 9.                                            | "Time" (com Monty)                   | Brian "Peoples" Garcia Eddie "Shy Boogs" Timmons | 4:38    |  |
| 10.                                           | "Boomin'"                            | Frenzy                                           | 3:15    |  |
| 11.                                           | "RGF Island"                         | Yung Lan                                         | 2:53    |  |
| 12.                                           | "D.A.M. (Dats All Me)"               | Brian "Peoples" Garcia                           | 3:45    |  |
| 13.                                           | "No Days Off" (com Monty)            | Trey Flamez Nate Rhoads                          | 5:04    |  |
| 14.                                           | "I'm Straight"                       | Yung Lan                                         | 2:50    |  |
| 15.                                           | "Couple Bands"                       | Davon Phillips Olasoji Adenuga                   | 3:28    |  |
| 16.                                           | "Rock My Chain" (featuring M80)      | Brian "Peoples" Garcia                           | 4:07    |  |
| 17.                                           | "Rewind" (com Monty)                 | Nate Rhoads                                      | 5:36    |  |
| Duração total:                                | Duração total:                       | Duração total:                                   | 64:21   |  |

Notas
- A versão do álbum para a canção "679" omite o verso do artista P-Dice's.

## Créditos
créditos adaptados do site AllMusic.
- Fetty Wap — artista principal
- Danny "Su" Griffin — produtor executivo
- Jarrod Lacy — masterização
- Frank Robinson — produtor executivo, A&R
- Kelly Rowe — A&R
- Bernard "2GZ" Smith — produtor executivo
- Edward Timmons — engenheiro assistente
- Virgilio Tzaj — direção de arte
- Diwang Valdez — fotografia
- Quentin Miller - compositor

## Desempenho nas paradas

### Gráficos semanais
| Paradas (2015)                          | Melhor posição |
| --------------------------------------- | -------------- |
| Bélgica (Ultratop Flandres)             | 153            |
| Canadá (Billboard)                      | 13             |
| Estados Unidos (Billboard 200)          | 1              |
| Estados Unidos (Top R&B/Hip Hop Albums) | 1              |
| Irlanda (IRMA)                          | 59             |
| Países Baixos (Dutch Charts)            | 73             |
| Reino Unido (UK R&B Albums Chart)       | 2              |
| Reino Unido (Official Albums Chart)     | 15             |